# نکرواسپرمی
| -اسپرمی, اطلاعات بیشتر: ناباروری مردان                 |
| آ اسپرمیا—فقدان کامل مایع منی، دارای انزال             |
| استنوزواسپرمی—تحرک اسپرم پایین‌تر از حد پایین مرجع      |
| بی‌نطفگی—نبود اسپرم در مایه انزال                       |
| هایپراسپرمی—حجم مایع منی بالاتر از حد بالای مرجع       |
| هیپواسپرمی—حجم مایع منی کمتر از حد پایین مرجع          |
| کم‌نطفگی—تعداد کل اسپرم کمتر از حد پایین مرجع           |
| نکرواسپرمی—نبود اسپرم زنده در انزال                    |
| تراتواسپرمی—وجود اسپرم با مورفولوژی غیر طبیعی در انزال |

نکرواسپرمی (یا نکروزواسپرمی) وضعیتی است که در آن درصد کمی از اسپرم زنده و درصد بسیار بالایی از اسپرماتوزون بی‌تحرک در مایع منی وجود دارد.
نکرواسپرمی معمولاً با آستنوزواسپرمی اشتباه گرفته می‌شود که ناتوانی اسپرم در حرکت حتی در زمان زنده بودن است. برای بررسی نکرواسپرمی، نمونه‌هایی با درصد بالایی از اسپرم‌های بی حرکت رنگ آمیزی می‌شوند تا زنده بودن آنها بررسی شود. اگر اسپرم مرده باشند، لکه‌دار می‌شوند، زیرا غشاء شکسته شده و رنگ به‌طور بی‌رویه وارد آن می‌شود. نکروزواسپرمی یک بیماری نادر با شیوع گزارش شده ۰٫۲–۰٫۴۸٪ در افراد نابارور است.